# René Pijpers
René Antoine Pijpers (Roermond, 15 september 1917- Swalmen, 22 maart 1944) was een Nederlands voetballer.
Pijpers speelde als aanvaller, samen met zijn broer Frans, bij DOSKO en na de fusie bij RFC Roermond. Met RFC won hij in 1936 de Holdertbeker door in de finale KFC met 4-1 te verslaan door onder andere twee doelpunten van Frans Pijpers. Hij maakte deel uit van de selectie van het Nederlands voetbalelftal voor het wereldkampioenschap voetbal in 1938 maar kwam nooit in actie voor Oranje.
Wim Anderiesen · 
Dick Been · 
Bertus Caldenhove · 
Bertus de Harder ·
Puck van Heel · 
Adri van Male · 
Niek Michel ·
Bas Paauwe ·
René Pijpers ·
Henk Plenter · 
Kick Smit ·
Henk van Spaandonck ·
Frans van der Veen · 
Leen Vente · 
Mauk Weber · 
Frank Wels ·
Arie de Winter · 
Coach: Bob Glendenning

Reserves in Nederland: Piet de Boer · Daaf Drok ·  Frans Hogenbirk · Klaas Ooms · Piet Punt 